# Diplectrona moralesi
Diplectrona moralesi är en nattsländeart som beskrevs av Schmid 1952. Diplectrona moralesi ingår i släktet Diplectrona och familjen ryssjenattsländor. Inga underarter finns listade i Catalogue of Life.